# NGC 4011
NGC 4011 est une galaxie lenticulaire vue par la tranche et située dans la constellation du Lion. NGC 4011 a été découverte par l'astronome irlando-danois John Dreyer en 1878.

## Caractéristiques

### Distance
Sa vitesse par rapport au fond diffus cosmologique est de 4 530 ± 22 km/s, ce qui correspond à une distance de Hubble de 66,8 ± 4,7 Mpc (∼218 millions d'al).

### Brillance de surface
En raison d'une brillance de surface égale à 11,96  mag/am2, on peut qualifier NGC 4011 de galaxie présentant une brillance de surface élevée.